# Hockey sur gazon aux Jeux olympiques d'été de 2004
Navigation
Sydney 2000 Pékin 2008
Cette page présente les résultats des épreuves de hockey sur gazon aux Jeux olympiques d'été de 2004.
Deux épreuves figuraient au programme, une masculine et une féminine.

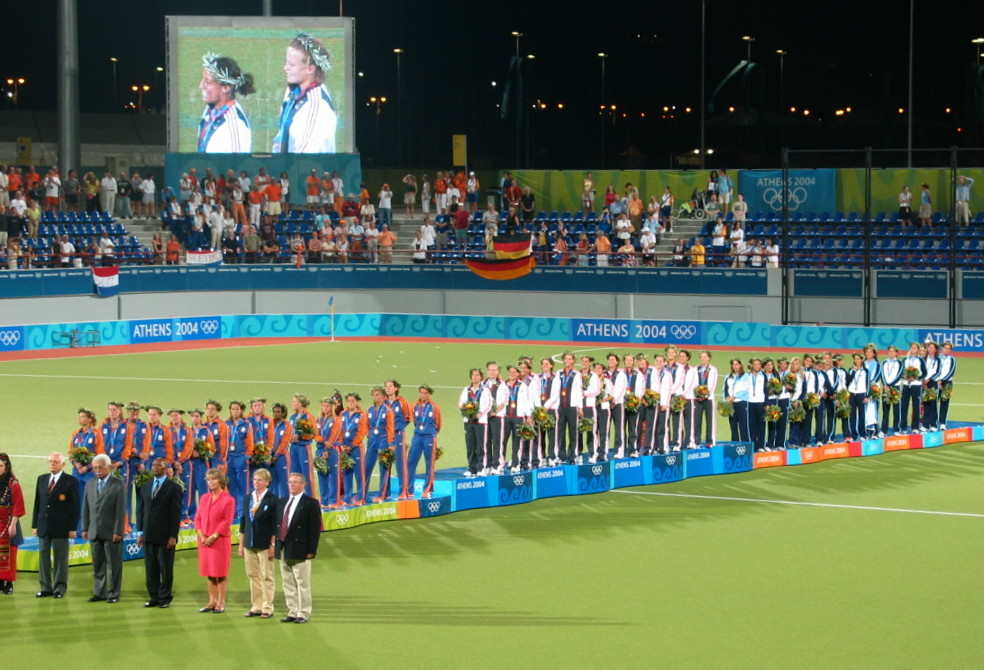
Podium de l'épreuve féminine.

## Liste des épreuves
- Épreuve masculine
- Épreuve féminine

## Lieux
Les matchs de l'épreuve de hockey ont lieu au Complexe olympique d'Helliniko.

## Podium final femmes
| Médaille                            | Pays      | Joueurs |
| ----------------------------------- | --------- | --- |
| Médaille d'or, Jeux olympiques      | Allemagne | Tina Bachmann Caroline Casaretto Nadine Ernsting-Krienke Franziska Gude Mandy Haase Natascha Keller Denise Klecker Anke Kühn Badri Latif Heike Lätzsch Sonja Lehmann Silke Müller Fanny Rinne Marion Rodewald Louisa Walter Julia Zwehl Markus Weise (Head Coach)                                      |
| Médaille d'argent, Jeux olympiques  | Pays-Bas  | Minke Booij Ageeth Boomgaardt Chantal de Bruijn Lisanne de Roever Mijntje Donners Sylvia Karres Fatima Moreira de Melo Eefke Mulder Maartje Scheepstra Janneke Schopman Clarinda Sinnige Minke Smabers Jiske Snoeks Macha van der Vaart Miek van Geenhuizen Lieve van Kessel Marc Lammers (Head Coach) |
| Médaille de bronze, Jeux olympiques | Argentine | Paola Vukojicic Cecilia Rognoni Mariné Russo Ayelén Stepnik María de la Paz Hernández Mercedes Margalot Vanina Oneto Soledad García Mariana González Alejandra Gulla Luciana Aymar Claudia Burkart Marina di Giacomo Magdalena Aicega Mariela Antoniska Inés Arrondo Sergio Vigil (Head Coach)         |

## Podium final hommes
| Médaille                            | Pays      | Joueurs |
| ----------------------------------- | --------- | --- |
| Médaille d'or, Jeux olympiques      | Australie | Michael Brennan Travis Brooks Dean Butler Liam de Young Jamie Dwyer Nathan Eglington Troy Elder Bevan George Robert Hammond Mark Hickman Mark Knowles Brent Livermore Michael McCann Stephen Mowlam Grant Schubert Matthew Wells Barry Dancer (Head coach) Colin Batch (Assistant coach)    |
| Médaille d'argent, Jeux olympiques  | Pays-Bas  | Matthijs Brouwer Ronald Brouwer Jeroen Delmee Teun de Nooijer Geert-Jan Derikx Rob Derikx Marten Eikelboom Floris Evers Erik Jazet Karel Klaver Jesse Mahieu Rob Reckers Taeke Taekema Sander van der Weide Klaas Veering Guus Vogels Terry Walsh (Head coach)                              |
| Médaille de bronze, Jeux olympiques | Allemagne | Clemens Arnold Christoph Bechmann Sebastian Biederlack Philipp Crone Eike Duckwitz Christoph Eimer Björn Emmerling Florian Kunz Björn Michel Sascha Reinelt Justus Scharowsky Christian Schulte Timo Weß Tibor Weißenborn Matthias Witthaus Christopher Zeller Bernhard Peters (Head coach) |

## Épreuve féminine

### Équipes participantes et groupes
Groupe A : Argentine, Chine, Espagne, Japon, Nouvelle-Zélande.
Groupe B : Afrique du Sud, Allemagne, Australie, Corée du Sud, Pays-Bas.
Les deux premiers de chaque groupe se qualifient pour les demi-finales. Les 3es et 4es disputent des matchs de classements pour la 5e place, les 5es se rencontrent pour la 9e place.

### Premier tour

#### Groupe A
- 1re journée (Samedi 14 août)

Chine 3 - 0 Japon
Argentine 4 - 0 Espagne
- 2e journée (Lundi 16 août)

Argentine 3 - 1 Japon
Chine 2 - 0 Nouvelle-Zélande
- 3e journée (Mercredi 18 août)

Chine 3 - 0 Espagne
Japon 2 - 0 Nouvelle-Zélande
- 4e journée (Vendredi 20 août)

Argentine 3 - 0 Nouvelle-Zélande
Japon 2 - 1 Espagne
- 5e journée (Dimanche 22 août)

Nouvelle-Zélande 3 - 2 Espagne
Chine 3 - 2 Argentine
- Classement

| Rang | Pays             | Pts | V | N | D | Bp | Bc | Diff |
| ---- | ---------------- | --- | - | - | - | -- | -- | ---- |
| 1    | Chine            | 12  | 4 | 0 | 0 | 11 | 2  | +9   |
| 2    | Argentine        | 9   | 3 | 0 | 1 | 12 | 4  | +8   |
| 3    | Japon            | 6   | 2 | 0 | 2 | 5  | 7  | -2   |
| 4    | Nouvelle-Zélande | 3   | 1 | 0 | 3 | 3  | 9  | -6   |
| 5    | Espagne          | 0   | 0 | 0 | 4 | 3  | 12 | -9   |

#### Groupe B
- 1re journée (Samedi 14 août)

Pays-Bas 6 - 2 Afrique du Sud
Allemagne 2 - 1 Australie
- 2e journée (Lundi 16 août)

Australie 3 - 0 Afrique du Sud
Pays-Bas 3 - 2 Corée du Sud
- 3e journée (Mercredi 18 août)

Pays-Bas 4 - 1 Allemagne
Corée du Sud 3 - 0 Afrique du Sud
- 4e journée (Vendredi 20 août)

Corée du Sud 2 - 2 Australie
Afrique du Sud 3 - 0 Allemagne
- 5e journée (Dimanche 22 août)

Pays-Bas 1 - 0 Australie
Allemagne 3 - 2 Corée du Sud
- Classement

| Rang | Pays           | Pts | V | N | D | Bp | Bc | Diff |
| ---- | -------------- | --- | - | - | - | -- | -- | ---- |
| 1    | Pays-Bas       | 12  | 4 | 0 | 0 | 14 | 5  | +9   |
| 2    | Allemagne      | 6   | 2 | 0 | 2 | 6  | 10 | -4   |
| 3    | Corée du Sud   | 4   | 1 | 1 | 2 | 9  | 8  | +1   |
| 4    | Australie      | 4   | 1 | 1 | 2 | 6  | 5  | +1   |
| 5    | Afrique du Sud | 3   | 1 | 0 | 3 | 5  | 12 | -7   |

### Tableau Final
Mardi 24 août
|  | Demi-finales | Demi-finales |                        |       | Finale  | Finale  |
|  | Demi-finales | Demi-finales |                        |       | Finale  | Finale  |
|  |              |              |                        |       |         |         |
|  | 24 août      | 24 août      |                        |       | 26 août | 26 août |
|  | 24 août      | 24 août      |                        |       | 26 août | 26 août |
|  | Pays-Bas     | 2 (4)        |                        |       | 26 août | 26 août |
|  | Pays-Bas     | 2 (4)        |                        |       | 26 août | 26 août |
|  | Argentine    | 2 (2)        |                        |       | 26 août | 26 août |
|  | Argentine    | 2 (2)        | Allemagne              |       |         |         |
|  | 24 août      |              |                        |       |         |         |
|  |              | Pays-Bas     | 1                      |       |         |         |
|  | Allemagne    | Pays-Bas     | 1                      | 0 (4) |         |         |
|  | Allemagne    |              |                        | 0 (4) |         |         |
|  | Chine        | 0 (3)        |                        |       |         |         |
|  | Chine        | 0 (3)        | Match pour la 3e place |       |         |         |
|  |              |              |                        |       |         |         |
|  | 26 août      |              |                        |       |         |         |
|  |              |              |                        |       |         |         |
|  | Chine        | 0            |                        |       |         |         |
|  | Chine        | 0            |                        |       |         |         |
|  | Argentine    | 1            |                        |       |         |         |
|  | Argentine    | 1            |                        |       |         |         |

### Matchs de classement
- Places 5 à 8 (Mardi 24 août)

 Australie 3 - 1  Japon
 Nouvelle-Zélande 3 - 2 ap  Corée du Sud
- Places 9 et 10 (Jeudi 26 août)

 Afrique du Sud 4 - 3 ap  Espagne
- Places 7 et 8 (Jeudi 26 août)

 Corée du Sud 3 - 1  Japon
- Places 5 et 6 (Jeudi 26 août)

 Australie 3 - 0  Nouvelle-Zélande
- Match pour la 3e place (Jeudi 26 août)

 Argentine 1 - 0  Chine

## Épreuve masculine

### Équipes participantes et groupes
Groupe A : Allemagne, Corée du Sud, Égypte, Espagne, Pakistan, Royaume-Uni.
Groupe B : Afrique du Sud, Argentine, Australie, Inde, Nouvelle-Zélande, Pays-Bas
Les deux premiers de chaque groupe se qualifient pour les demi-finales. Les 3es et 4es disputent des matchs de classements pour la 5e place, les 5es et 6es pour la 9e place.

### Premier tour

#### Groupe A
- 1re journée (Dimanche 15 août)

Corée du Sud 1 - 1 Espagne
Allemagne 2 - 1 Pakistan
Royaume-Uni 3 - 1 Égypte
- 2e journée (Mardi 17 août)

Corée du Sud 3 - 2 Royaume-Uni
Pakistan 7 - 0 Égypte
Espagne 1 - 1 Allemagne
- 3e journée (Jeudi 19 août)

Pakistan 3 - 0 Corée du Sud
Allemagne 6 - 1 Égypte
Espagne 5 - 1 Royaume-Uni
- 4e journée (Samedi 21 août)

Corée du Sud 11 - 0 Égypte
Espagne 4 - 0 Pakistan
Allemagne 4 - 1 Royaume-Uni
- 5e journée (Lundi 23 août)

Espagne 3 - 0 Égypte
Pakistan 8 - 2 Royaume-Uni
Corée du Sud 2 - 2 Allemagne
- Classement

| Rang | Pays         | Pts | V | N | D | Bp | Bc | Diff |
| ---- | ------------ | --- | - | - | - | -- | -- | ---- |
| 1    | Espagne      | 11  | 3 | 2 | 0 | 14 | 3  | +11  |
| 2    | Allemagne    | 11  | 3 | 2 | 0 | 15 | 6  | +9   |
| 3    | Pakistan     | 9   | 3 | 0 | 2 | 19 | 8  | +11  |
| 4    | Corée du Sud | 8   | 2 | 2 | 1 | 17 | 8  | +9   |
| 5    | Royaume-Uni  | 3   | 1 | 0 | 4 | 9  | 21 | -12  |
| 6    | Égypte       | 0   | 0 | 0 | 5 | 2  | 30 | -28  |

#### Groupe B
- 1re journée (Dimanche 15 août)

Australie 4 - 1 Nouvelle-Zélande
Afrique du Sud 2 - 1 Argentine
Pays-Bas 3 - 1 Inde
- 2e journée (Mardi 17 août)

Argentine 2 - 2 Australie
Inde 4 - 2 Afrique du Sud
Pays-Bas 4 - 3 Nouvelle-Zélande
- 3e journée (Jeudi 19 août)

Pays-Bas 3 - 2 Afrique du Sud
Nouvelle-Zélande 3 - 1 Argentine
Australie 4 - 3 Inde
- 4e journée (Samedi 21 août)

Nouvelle-Zélande 2 - 1 Inde
Australie 3 - 2 Afrique du Sud
Pays-Bas 4 - 2 Argentine
- 5e journée (Lundi 23 août)

Nouvelle-Zélande 4 - 1 Afrique du Sud
Inde 2 - 2 Argentine
Pays-Bas 2 - 1 Australie
- Classement

| Rang | Pays             | Pts | V | N | D | Bp | Bc | Diff |
| ---- | ---------------- | --- | - | - | - | -- | -- | ---- |
| 1    | Pays-Bas         | 15  | 5 | 0 | 0 | 16 | 9  | +7   |
| 2    | Australie        | 10  | 3 | 1 | 1 | 14 | 10 | +4   |
| 3    | Nouvelle-Zélande | 9   | 3 | 0 | 2 | 13 | 11 | +2   |
| 4    | Inde             | 4   | 1 | 1 | 3 | 11 | 13 | -2   |
| 5    | Afrique du Sud   | 3   | 1 | 0 | 4 | 9  | 15 | -6   |
| 6    | Argentine        | 2   | 0 | 2 | 3 | 8  | 13 | -5   |

### Demi-finales
Mercredi 25 août
 Pays-Bas 3 - 2  Allemagne
 Australie 6 - 3  Espagne

### Matchs de classement
- Places 9 à 12 (Mercredi 25 août)

 Royaume-Uni 4 - 1  Argentine
 Afrique du Sud 5 - 1  Égypte
- Places 5 à 8 (Mercredi 25 août)

 Nouvelle-Zélande 4 - 3  Corée du Sud
 Pakistan 3 - 0  Inde
- Places 11 et 12 (Vendredi 27 août)

 Argentine 4 - 2  Égypte
- Places 9 et 10 (Vendredi 27 août)

 Royaume-Uni 1 - 1 ap (4 t.a.b. à 3)  Afrique du Sud
- Places 7 et 8 (Vendredi 27 août)

 Inde 5 - 2  Corée du Sud
- Places 5 et 6 (Vendredi 27 août)

 Nouvelle-Zélande 2 - 4  Pakistan
- Match pour la 3e place (Vendredi 27 août)

 Allemagne 4 - 3 ap  Espagne

### Finale
Vendredi 27 août
 Australie 2 - 1 ap  Pays-Bas